# ناصر سرمدی
ناصر سرمدی پارسا نظامی، دیپلمات و سیاستمدار اهل ایران است. او در زمان وقوع قتل‌های زنجیره‌ای ایران معاون امنیت وزارت اطلاعات بود که بعداً سفیر ایران در تاجیکستان شد. سرمدی اکنون در چند رسانهٔ نزدیک به اصلاح‌طلبان به‌عنوان نویسندهٔ یادداشت‌ها و تحلیل‌های سیاسی دیده می‌شود.
نام سرمدی با عنوان «برادر حمید» در خاطرات و گفت‌وگوهای تعدادی از زندانیان سیاسی سال‌های ابتدایی پس از انقلاب ۱۳۵۷ دیده می‌شود. سرمدی از اعضای بخش اطلاعات سپاه پاسداران بود که با تشکیل وزارت اطلاعات جذب این سازمان امنیتی شد و به‌تدریج مسئولیت‌ها و مقام‌های مهمی از جمله معاون امنیت وزارت اطلاعات را برعهده گرفت.
سید محمد خاتمی، رئیس‌جمهور سابق ایران، در سال ۱۳۷۷ و پس از افشای قتل‌های زنجیره‌ای، کمیته‌ای را مسئول تحقیق و پیگیری این پرونده کرد. علی یونسی، رئیس وقت سازمان قضائی نیروهای مسلح، ناصر سرمدی، معاون وزیر اطلاعات و علی ربیعی، مسئول اجرایی دبیرخانه شورای عالی امنیت ملی اعضای این کمیته بودند. سرمدی که در این زمان معاون امنیت وزارت اطلاعات هم بود، پس از بروز اختلاف در بررسی پرونده قتل‌های زنجیره‌ای، وادار به کناره‌گیری از وزارت اطلاعات می‌شود.
سرمدی ۹ اردیبهشت ۱۳۸۱ به‌عنوان سفیر  جمهوری اسلامی در تاجیکستان انتخاب شد. او تا پایان دوران ریاست‌جمهوری سید محمد خاتمی و همین‌طور در یک سال ابتدایی فعالیت محمود احمدی‌نژاد در تاجیکستان ماند و چهار سال و سه ماه سفیر ایران در تاجیکستان بود.
از اواخر دهه ۱۳۹۰ نام ناصر سرمدی پارسا در چند رسانهٔ نزدیک به اصلاح‌طلبان به‌عنوان نویسندهٔ یادداشت‌ها و تحلیل‌های سیاسی دیده می‌شود، از جمله در وبگاه مشق‌نو که نوشته‌های افرادی چون سعید حجاریان و علیرضا علوی‌تبار در آن منتشر می‌شود؛ از جمله ۳۱ فرودین ۱۴۰۲ در روزنامه اعتماد و در نقد خاطرات سال ۱۳۷۹ اکبر هاشمی رفسنجانی مطلبی منتشر کرد.